# قنطار
قنطار از ریشهٔ لاتینی کنتاریوس است. قنطار از آن اوزانی است که در اندازهٔ آن اختلاف نظر وجود دارد. این کلمه در ردیف مقیاسات وزنی اسلامی و عرب قرار گرفته و در سلسلهٔ اوزان قدیم عرب معادل صد رطل بوده‌است. قنطار در مورد تعداد زیادی از سکهٔ طلا معمولاً ۱۰٬۰۰۰ دینار نیز به مقدار ۴۲ و نیم کیلوگرم بکار رفته است. در قرآن به معنی مال فراوان و بسیار آمده است. معمولاً قنطار را برابر یکصد رطل و جمع آن را قناطیر نوشته‌اند. این کلمه در پیش از اسلام هم رایج بوده‌است. ابن اخوه قنطار قرآن را برابر ۲۲۰۰ اوقیه نوشته‌است.
بطورکلی به مال فراوانی که بر روی هم انباشته شده باشد، گفته می‌شود. از جمله قنطار به وزن چهل اوقیه از طلا یا ۱۲۰۰ دینار یا ۱۲۰۰ اوقیه و همچنین به ۷۰٬۰۰۰ دینار یا ۸۰٬۰۰۰ درهم یا ۱۰۰ رطل طلا یا نقره یا هزار دینار یا مشک گاو پر از طلا یا نقره است. قنطار در شام برابر با ۱۰۰ رطل است.